# Skugglav
Skugglav (Psilolechia clavulifera) är en lavart som först beskrevs av William Nylander och fick sitt nu gällande namn av Coppins. 
Skugglav ingår i släktet Psilolechia och familjen Pilocarpaceae.  Arten är reproducerande i Sverige. Inga underarter finns listade i Catalogue of Life.